# Alpine Ski-Juniorenweltmeisterschaften 2017
Die 36. Alpinen Ski-Juniorenweltmeisterschaften fanden vom 6. bis 14. März 2017 in Åre in Schweden statt. Teilnahmeberechtigt waren die Jahrgänge 1996 bis 2000.

## Herren

### Abfahrt
| Platz | Land | Sportler        | Zeit (min) |
| ----- | ---- | --------------- | ---------- |
| 1     | USA  | Sam Morse       | 1:23,34    |
| 2     | ITA  | Alexander Prast | 1:23,72    |
| 3     | AUT  | Raphael Haaser  | 1:23,84    |
| 4     | CAN  | James Crawford  | 1:23,95    |
| 5     | SUI  | Marco Gämperle  | 1:24,01    |
| 6     | SWE  | Filip Platter   | 1:24,14    |

Datum: 8. März

### Super-G
| Platz | Land | Sportler               | Zeit (min) |
| ----- | ---- | ---------------------- | ---------- |
| 1     | FRA  | Nils Alphand           | 1:17,91    |
| 2     | AUT  | Raphael Haaser         | 1:17,92    |
| 3     | SUI  | Semyel Bissig          | 1:17,93    |
| 4     | CAN  | Sam Mulligan           | 1:17,95    |
| 5     | USA  | Sam Morse              | 1:17,99    |
| 6     | AUT  | Maximilian Lahnsteiner | 1:18,01    |

Datum: 9. März

### Riesenslalom
| Platz | Land | Sportler       | Zeit (min) |
| ----- | ---- | -------------- | ---------- |
| 1     | SUI  | Loïc Meillard  | 2:25,23    |
| 2     | NOR  | Timon Haugan   | 2:25,80    |
| 3     | FRA  | Victor Guillot | 2:26,11    |
| 4     | CAN  | James Crawford | 2:26,26    |
| 5     | BUL  | Albert Popow   | 2:26,32    |
| 6     | GBR  | Charlie Raposo | 2:26,48    |

Datum: 13. März

### Slalom
| Platz | Land | Sportler        | Zeit (min) |
| ----- | ---- | --------------- | ---------- |
| 1     | AUT  | Adrian Pertl    | 1:37,64    |
| 2     | NOR  | Bjørn Brudevoll | 1:37,80    |
| 3     | RUS  | Simon Jefimow   | 1:38,26    |
| 4     | ITA  | Alex Vinatzer   | 1:38,31    |
| 5     | GER  | Adrian Meisen   | 1:38,56    |
| 6     | ITA  | Hans Vaccari    | 1:38,65    |

Datum: 14. März

### Kombination
| Platz | Land | Sportler      | Zeit (min) |
| ----- | ---- | ------------- | ---------- |
| 1     | SUI  | Loïc Meillard | 2:05,14    |
| 2     | USA  | River Radamus | 2:06,68    |
| 3     | GER  | Georg Hegele  | 2:06,73    |
| 4     | SUI  | Semyel Bissig | 2:06,80    |
| 5     | NOR  | Timon Haugan  | 2:06,95    |
| 6     | USA  | Sam Morse     | 2:07,07    |

Datum: 11. März

## Damen

### Abfahrt
| Platz | Land | Sportlerin         | Zeit (min) |
| ----- | ---- | ------------------ | ---------- |
| 1     | USA  | Alice Merryweather | 1:25,27    |
| 2     | SUI  | Katja Grossmann    | 1:25,29    |
| 3     | GER  | Kira Weidle        | 1:25,70    |
| 4     | SWE  | Lisa Hörnblad      | 1:25,82    |
| 5     | AUT  | Nina Ortlieb       | 1:25,88    |
| 6     | ITA  | Nicol Delago       | 1:25,93    |

Datum: 8. März

### Super-G
| Platz | Land | Sportlerin        | Zeit (min) |
| ----- | ---- | ----------------- | ---------- |
| 1     | AUT  | Nadine Fest       | 1:15,10    |
| 2     | AUT  | Franziska Gritsch | 1:16,29    |
| 3     | AUT  | Dajana Dengscherz | 1:16,40    |
| 4     | AUT  | Nina Ortlieb      | 1:16,51    |
| 5     | ITA  | Laura Pirovano    | 1:16,85    |
| 6     | SLO  | Meta Hrovat       | 1:17,11    |

Datum: 9. März

### Riesenslalom
| Platz | Land | Sportlerin            | Zeit (min) |
| ----- | ---- | --------------------- | ---------- |
| 1     | ITA  | Laura Pirovano        | 1:58,38    |
| 2     | AUT  | Katharina Liensberger | 1:58,51    |
| 3     | AUT  | Chiara Mair           | 1:59,53    |
| 4     | FIN  | Riikka Honkanen       | 1:59,76    |
| 5     | AUT  | Nina Ortlieb          | 1:59,86    |
| 6     | AUT  | Marie-Therese Sporer  | 1:59,91    |
| 6     | AUT  | Nadine Fest           | 1:59,91    |

Datum: 12. März

### Slalom
| Platz | Land | Sportlerin      | Zeit (min) |
| ----- | ---- | --------------- | ---------- |
| 1     | SUI  | Camille Rast    | 1:42,81    |
| 2     | CAN  | Ali Nullmeyer   | 1:42,90    |
| 3     | AUT  | Chiara Mair     | 1:43,22    |
| 4     | SLO  | Meta Hrovat     | 1:43,71    |
| 5     | FIN  | Riikka Honkanen | 1:43,83    |
| 6     | SUI  | Nicole Good     | 1:44,03    |

Datum: 13. März

### Kombination
| Platz | Land | Sportlerin        | Zeit (min) |
| ----- | ---- | ----------------- | ---------- |
| 1     | AUT  | Nadine Fest       | 2:09,05    |
| 2     | SLO  | Meta Hrovat       | 2:09,51    |
| 3     | AUT  | Franziska Gritsch | 2:09,52    |
| 4     | SUI  | Camille Rast      | 2:09,60    |
| 5     | CRO  | Leona Popović     | 2:10,55    |
| 6     | SUI  | Nicole Good       | 2:11,44    |

Datum: 10. März

## Mannschaftswettbewerb
| Platz | Land | Sportler                                                               |
| ----- | ---- | ---------------------------------------------------------------------- |
| 1     | CAN  | James Crawford Stefanie Fleckenstein Ali Nullmeyer Jeffrey Read        |
| 2     | AUT  | Fabio Gstrein Katharina Liensberger Simon Rueland Marie-Therese Sporer |
| 3     | BEL  | Sam Maes Mathilde Nelles Kim Vanreusel Tom Verbeke                     |

Datum: 12. März

## Medaillenspiegel
| Platz | Land               | Gold | Silber | Bronze | Gesamt |
| ----- | ------------------ | ---- | ------ | ------ | ------ |
| 1     | Österreich         | 3    | 4      | 5      | 12     |
| 2     | Schweiz            | 3    | 1      | 1      | 5      |
| 3     | Vereinigte Staaten | 2    | 1      | –      | 3      |
| 4     | Italien            | 1    | 1      | –      | 2      |
| 4     | Kanada             | 1    | 1      | –      | 2      |
| 6     | Frankreich         | 1    | –      | 1      | 2      |
| 7     | Norwegen           | –    | 2      | –      | 2      |
| 8     | Slowenien          | –    | 1      | –      | 1      |
| 9     | Deutschland        | –    | –      | 2      | 2      |
| 10    | Belgien            | –    | –      | 1      | 1      |
| 10    | Russland           | –    | –      | 1      | 1      |